# Comisión Nacional de la Cultura y las Artes (Filipinas)
La Comisión Nacional de la Cultura y las Artes (en inglés: National Commission for Culture and the Arts; Pambansang Komisyon para sa Kultura at mga Sining en tagalo) es el consejo oficial de arte de Filipinas. Es responsable de la Biblioteca Nacional, el Archivo Nacional, y el Instituto Histórico Nacional.